# Конельське болото
Коне́льське боло́то — гідрологічний заказник місцевого значення в Україні. Розташований у межах  Жашківського району Черкаської області, в районі села Конельська Попівка. 
Площа 600 га. Як пам'ятку природи створено згідно з рішенням Черкаського облвиконкому № 367 від 27.06.1972 р., Рішенням Черкаського ОВК від 28.11.1979 року № 597 надано статус заказника. Перебуває у віданні: ТОВ мисливців та рибалок «Жашківське». 
Статус надано для збереження місць оселення і гніздування водоплавних птахів на заболочених ділянках і ставках у долині річки Конелка.